# بییاردریگو
بییارُدریگو (به اسپانیایی: Villarrodrigo) یکی از دهستان‌های استان خائن در کشور اسپانیا است. این شهر با مساحت ۷۸ کیلومتر مربع، ۴۶۲ تن جمعیت دارد.